# Brațul Sfântu Gheorghe
Brațul Sfântu Gheorghe este brațul sudic al Dunării, până la vărsarea acesteia în Marea Neagră, în perimetrul localității Sfântu Gheorghe din Deltă.

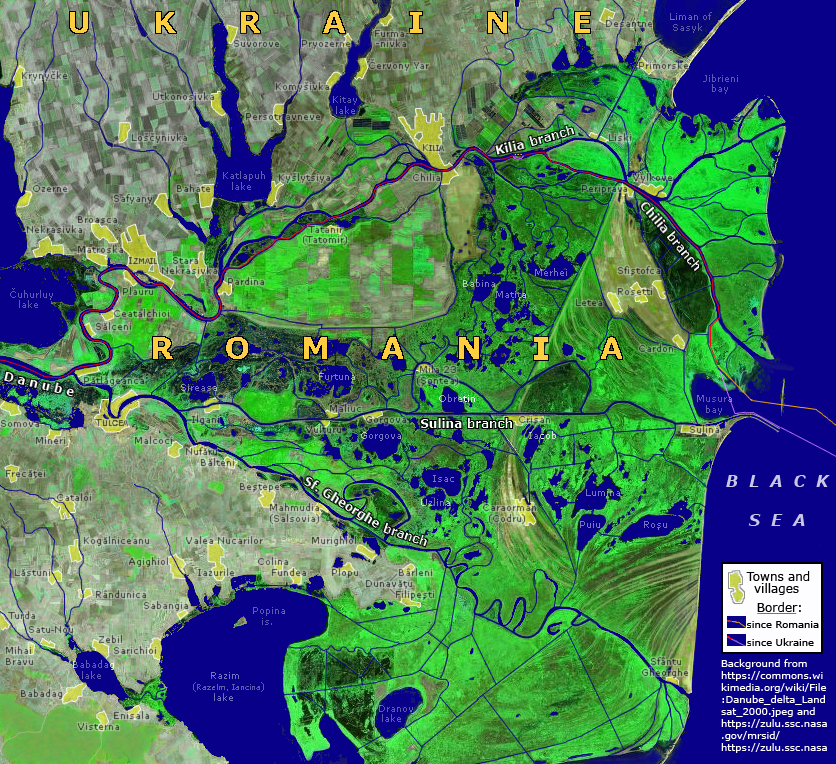
Brațul Sfântu Gheorghe este cel mai sudic dintre cele trei brațe ale Dunării.

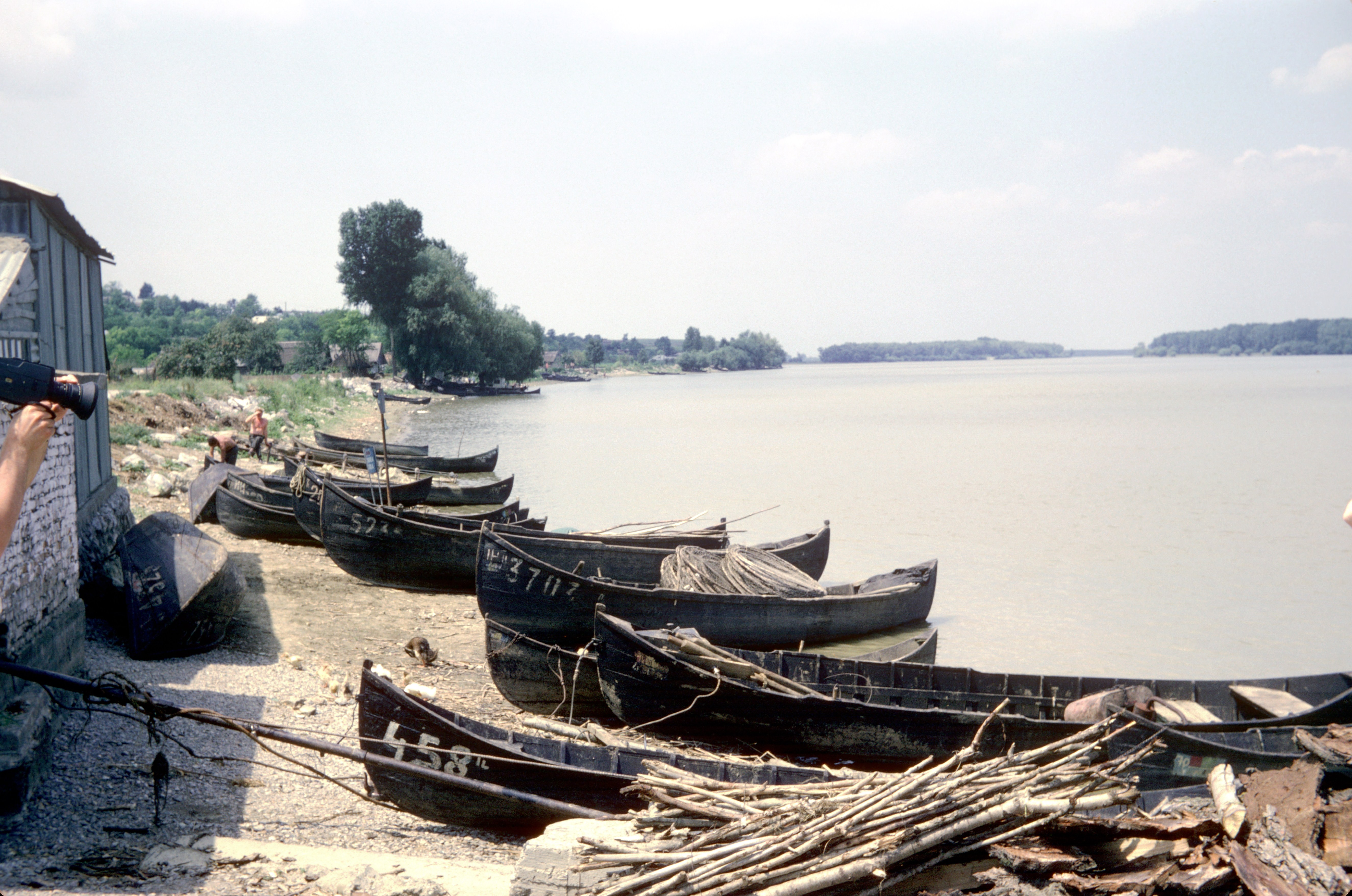
Lotci tradiționale pe malul brațului Sfântu Gheorghe

Modificările brațelor Dunării din Antichitate până în zilele noastre.

Din cele trei brațe ale Dunării - Chilia, Sulina și Sfântu Gheorghe - brațul Sfântu Gheorghe (lungime: 64 km; lățime maximă: 550 m; adâncime maximă: 26 m), cel mai meridional braț al Dunării și cel mai vechi, orientat spre sud-est, are un curs sinuos desfășurat pe 112 kilometri și transportă 22% din debitul fluviului; coeficient de sinuozitate: 1,60. 
Navigația pe acest braț al Dunării este de interes local. Secționarea a șase meandre în ultimul sfert al sec. XX a micșorat cu 20% lungimea cursului navigabil.
De-a lungul său se inșiră așezările: Nufăru, Mahmudia, Uzlina, ultima dintre ele fiind localitatea Sfântu Gheorghe. Pe lângă bisericile ortodoxe, în aceste locuri pot fi văzute și câteva moschei turco-tătare.